# Погодин-Алексеев, Георгий Иванович (металловед)
Георгий Иванович Погодин-Алексеев (1907—1968) — советский учёный в области сварочных процессов, металловедения, термической обработки, инструментальных материалов. Заслуженный деятель науки РСФСР.
Родился в январе 1907 года на хуторе Сусатский (в настоящее время — Раздарский район Ростовской области).
Окончил Новочеркасский механический техникум по специальности теплотехник (1922) и Московский механический институт им. М. В. Ломоносова по специальности инженер-механик (1930).
- 1929—1930 инженер-теплотехник на Златоустском металлургическом заводе
- 1930—1935 зав. кафедрой «Технология металлов и металловедения» в Институте инженеров-механиков социалистического земледелия
- 1934—1946 работал в Ордженикидзеградском машиностроительном институте (ныне Брянский ГТУ): доцент кафедры металловедения, с 1935 зав. лабораторией, с 1936 зав. кафедрой «Технология металлов и металловедения», заместитель директора по научной и учебной работе (1939), директор института (1941—1944), заведующий кафедрами «Металловедение» (1940—1943) и «Металловедение и термическая обработка» (1943—1946). Руководил эвакуацией института в Нижний Тагил (1941) и его восстановлением.

В последующем — зав. кафедрой физической металлургии МВТУ, одновременно с 1963 года зав. кафедрой технологии машиностроения по горячей обработке металлов втуза при заводе ЗИЛ.
Доцент (1934), кандидат (1937), доктор (1941) технических наук, профессор (1941).
Автор учебника для вузов «Теория сварочных процессов».
Сочинения:
- Динамическая прочность и хрупкость металлов [Текст] / Д-р техн. наук проф. Г. И. Погодин-Алексеев. — Москва : Машиностроение, 1966. — 244 с. : ил.; 22 см.
- Свойства металлов при ударном нагружении [Текст] / Г. И. Погодин-Алексеев, проф. д-р техн. наук. — Москва : Металлургиздат, 1953. — 356 с. : ил.; 23 см.

Заслуженный деятель науки и техники РСФСР (28.10.1960).
Жена — Погодина-Алексеева, Ксения Марковна.